# Saline Royale i Arc-et-Senans

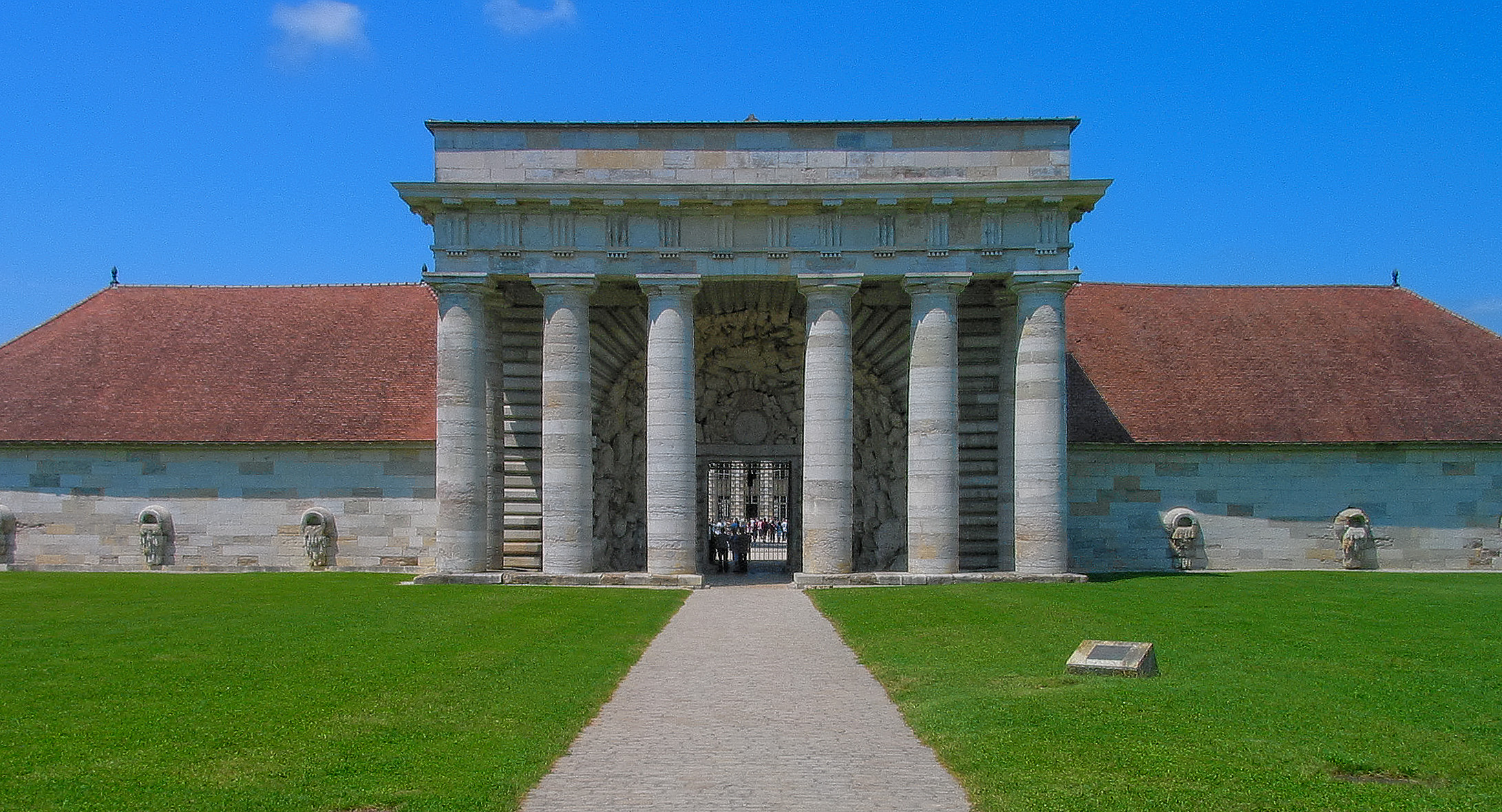
Entrén till Saline Royale

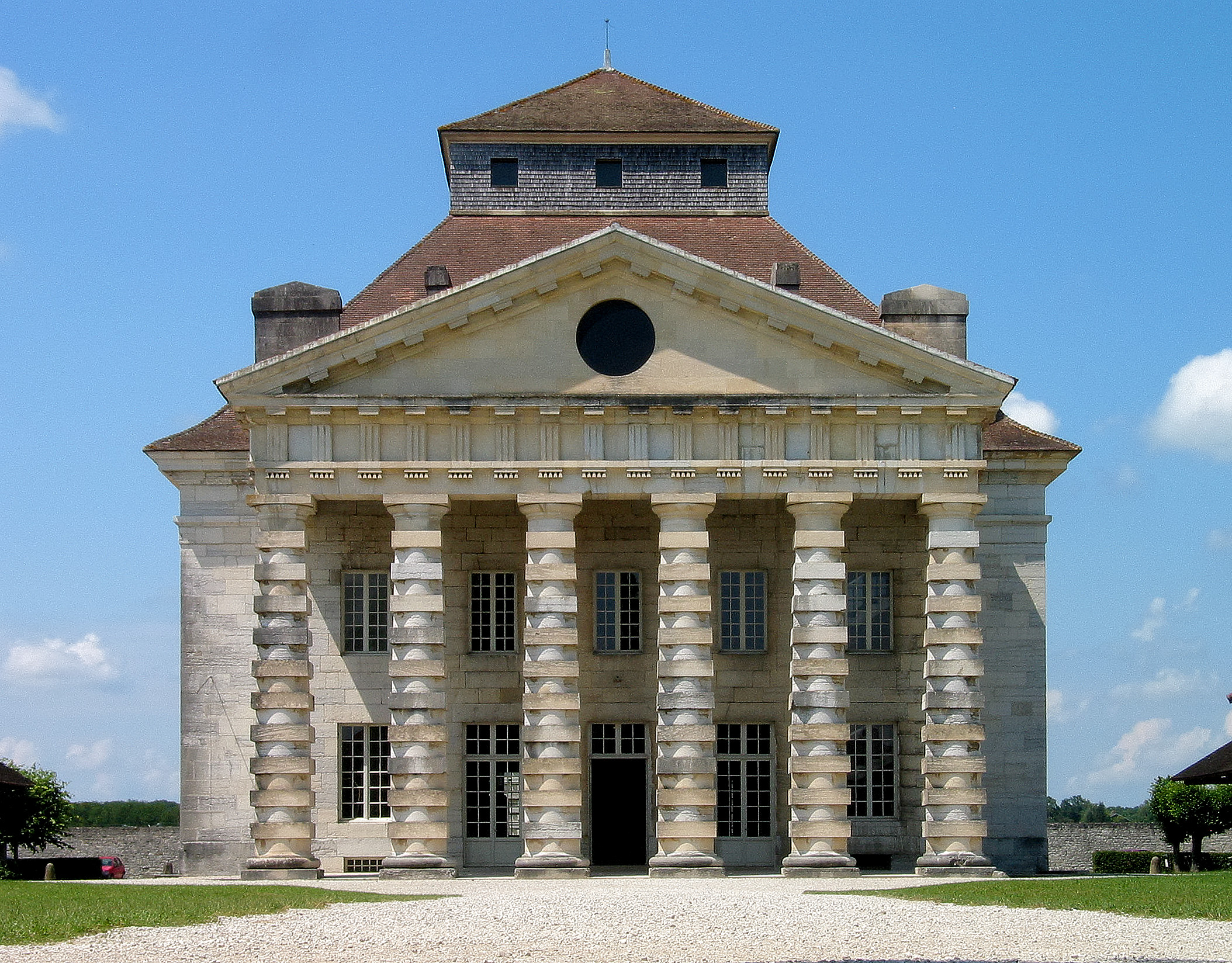
Direktörens hus

Saline Royale i Arc-et-Senans är ett byggnadsminne  i Arc-et-Senans i departementet Doubs i östra Frankrike, omkring 35 kilometer från Besançon.  
Den tidigare anläggningen för utvinning av salt ritades av Claude-Nicolas Ledoux. Institut Claude-Nicolas Ledoux underhåller den idag som ett minnesmärke och UNESCO beslöt 1982 att ta upp det på listan över världsarv.

## Bakgrund
På 1700-talet var bordssalt en värdefull handelsvara. Det användes i stor mängd för att konservera kött och fisk. Det stora saltanvändningen gav franska regeringen möjlighet att ta ut en inkomstbringande konsumtionsskatt på salt, "gabelle". Den innebar att varje person över åtta års ålder var tvungen att köpa en viss kvantitet salt varje år till ett av regeringen fastställt pris. För insamlingen av denna saltskatt svarade privata organisationer för tull- och skatteuppbörd enligt avtal med staten, fermiers généraux.
Franche-Comté var rikt på salthaltiga källor på grund av bergsalt i berggrunden och där fanns flera anläggningar för att indunsta salt med hjälp av kokande vatten på vedeldar, till exempel i Salins-les-Bains och Montmorot. Vedbrist rådde där efter många års nedhuggning av närbelägna skogar.

## Claude Nicolas Ledoux och hans första förslag

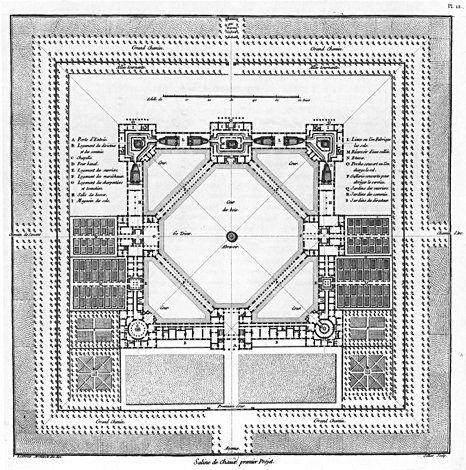
Ledouxs första plan, som kungen underkände 1775

År 1771 utsåg Louis XV Ledoux till kommissarie för provinserna Lorraines och Franché-Comtés saltfabriker, i vilket uppdrag ingick att inspektera anläggningarna.
Ledoux ritade en saltutvinningsanläggning utan att ha fått uppdrag om detta och utan att ha en tilltänkt lokalisering. Planen presenterades för kung Louis XV i april 1774. Projektet var ambitiöst och innovativt. Byggnaderna var placerade runt kanten av ett vidsträckt torg och alla sammanlänkade med arkader. Byggnaderna var försedda med ett stort antal kolonner och arkaderna mellan dem hade sammanlagt 144 doriska kolonner.
Projektet var så storslaget att det inte kunde genomföras och kungen underkände det. Han kritiserade särskilt det vidlyftiga inslaget av kolonner, något som han ansåg var mer passande för kyrkor och palats.

### Ledoux andra förslag

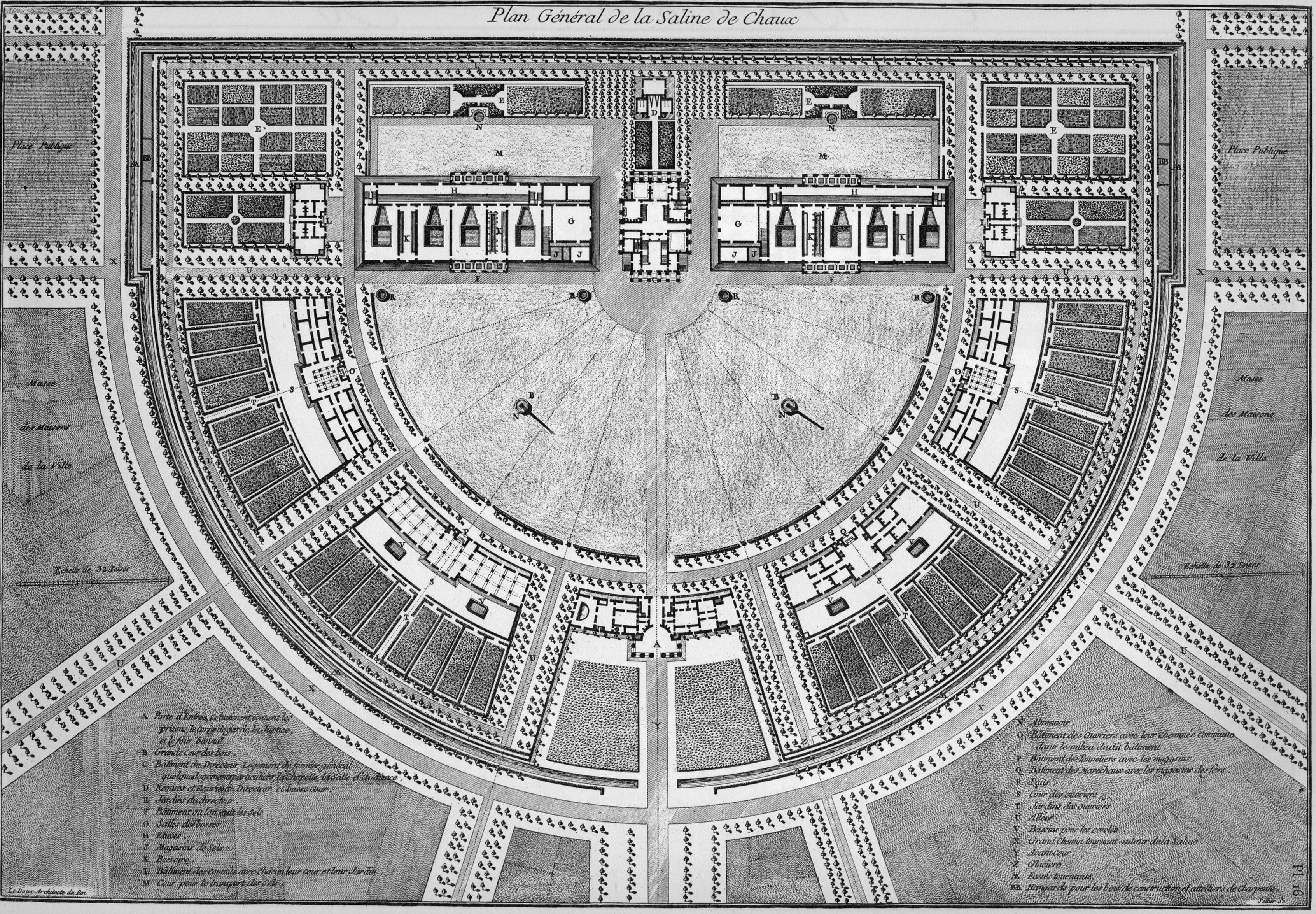
Ledoux andra plan för Salines Royales

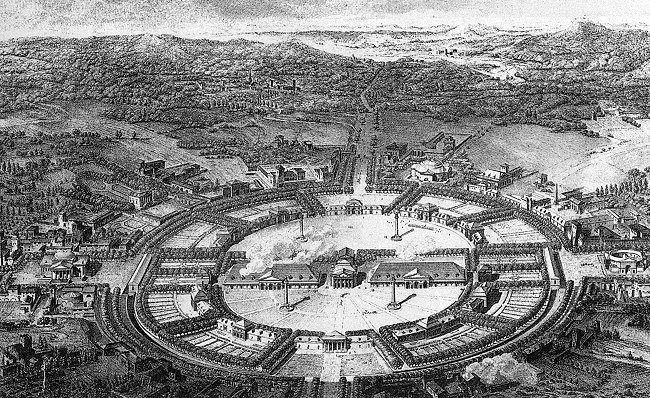
Fågelperspektiv på den tilltänkta staden vid Salines Royales, publicerad 1804

Ledoux ritade därefter ett halcirkulärt komplex, vilket återspeglade en hierarkisk arbetsorganisation. Den fullständiga planen inkluderade byggandet av en idealstad som formade en cirkel. Louis XV godkände förslaget och byggnadsarbetena började 1775. Staden med bostäder blev dock aldrig uppförd, utan det som slutfördes var halvcirkeln av byggnader för saltutvinning.
Enligt det andra förslaget är entrébyggnaden placerad som mittpunkt för en halvcirkel med vaktrum på ena sidan och fängelse och smedja på den andra. I de andra byggnaderna fanns åt bägge hållen arbetarbostäder. I mittpunkten låg direktörshuset med de två 80 meter långa och 28 meter breda fabriksbyggnaderna på ömse sidor.

## Senare utveckling
Saltfabriken exporterade sin produktion till Schweiz. Produktionen upphörde 1895 till följd av försämrad konkurrenskraft och av en stämning av Arc-and-Senans invånare, vilka klagade på att fabriken förgiftade brunnarna.
År 1918 förstördes kapellet efter ett blixtnedslag. År 1926 sprängdes vissa byggnader och många träd höggs ned, men i november 1926 beslöt Commission for Monuments att centralbyggnaden och uppfarten skulle bli byggnadsminnen. Departementet Doubs köpte anläggningen 1927 och började restaurera den 1930.